# Mansory
La Mansory è un'azienda tedesca specializzata nell'elaborazione di autovetture ad alte prestazioni, SUV ed automobili di lusso.
Al momento attuale la società risiede presso Brand.

## Storia
L'azienda è stata fondata nel 1989 da Kourosh Mansory. La sua azienda aveva sede presso Monaco di Baviera ed era incentrata sulla modifica di autovetture appartenenti a diverse case prestigiose come Rolls Royce, Bentley, Aston Martin e Ferrari. 
Entro la metà del 2001 l'azienda trasferì la propria sede a Fichtelgebirge.
Nel novembre 2007 la Mansory ha acquisito la Swiss Porsche-tuning che apparteneva alla Rinspeed AG. 
La società è partner di oltre 180 collaboratori in tutto il mondo ed ha una rete di distribuzione in Germania, India, Cina, Canada, Russia, Stati Uniti, Giappone, Grecia, Svizzera, Emirati Arabi Uniti e di alcuni altri paesi.
Nel 2012 l'azienda venne nominata tuner ufficiale della Lotus.

## Prodotti

### Mansory Vitesse Rose
Presso il salone automobilistico di Francoforte del 2009 la Mansory presentò la Vitesse Rose, una versione speciale della Bentley Continental GT prodotta in tre esemplari. Gli interni e gli esterni sono dipinti di colore rosa, mentre il propulsore è stato potenziato fino ad ottenere 600 cv di potenza. L'impianto di scarico di serie era stato sostituito da una versione sportiva in acciaio inox. Per contenere il peso i cerchi da 21 pollici erano realizzati in una lega di alluminio, avvolti da pneumatici Dunlop Sport Maxx GT di misura 285/30 ZR21.

### Mansory Linea Vincerò d'Oro
Nel 2010 venne lanciata la Linea Vincerò D'Oro, un'elaborazione della Bugatti Veyron 16.4. L'intero corpo vettura era realizzato in fibra di carbonio e furono introdotti nuovi elementi aerodinamici come minigonne laterali e diffusore posteriore. Numerosi particolari del mezzo, sia negli interni che negli esterni, erano stati placcati in oro.

### Mansory Panamera Turbo
Impiegando come base la Porsche Panamera Turbo, i tecnici svizzeri realizzarono una propria versione del mezzo nel 2010. Dotata di una livrea blu/gialla, la vettura era stata equipaggiata con un nuovo body kit aerodinamico in carbonio e materiale composito, mentre il propulsore era stato elaborato per produrre una potenza di 690 cv introducendo un nuovo sistema di scarico e rimappando la centralina elettronica.

### Mansory Range Rover Sport
Per commemorare il 40º anniversario della Range Rover che cadeva nel 2010, la Mansory realizzò una versione elaborata della Sport. Tale modello era dotato di un nuovo body kit aerodinamico, di un nuovo cofano motore in fibra di carbonio, di un nuovo impianto luci che sfruttava la tecnologia LED, di nuovi cerchi in lega e di diversi aggiornamenti all'impianto elettronico, a quello di aspirazione e a quello di scarico per ottenere 30 cv in più di potenza.

### Mansory 458 Siracusa
La Siracusa è derivata dalla Ferrari 458 Italia ed è stata realizzata nel 2011 per commemorare la prima vittoria di una Ferrari a motore posteriore nel Gran Premio di Siracusa del 1961. L'elemento stilistico più in vista è l'enorme grembiule anteriore che è direttamente ispirato alla Ferrari Enzo. Le minigonne laterali sono state modificate per limitare il flusso dell'aria fra l'avantreno e il retrotreno e migliorare il raffreddamento del motore mediante dei nuovi condotti integrati. Il kit aerodinamico, interamente in carbonio, è completato con un diffusore posteriore, di nuovo disegno, sviluppato per integrarsi alle alte velocità con l'ala posteriore. L'auto pesa 70 kg in meno rispetto alla versione originale. I cerchi a dado centrale sono da 9x20 all'anteriore (con pneumatici Michelin PS2 da 245/354 ZR20) e 11x21 al posteriore (pneumatici 305/30 ZR21).La meccanica, rivista con l'introduzione di un filtro dell'aria ad alte prestazioni e un nuovo impianto di scarico, permette al propulsore V8 4.5 di sviluppare 20 cv in più, arrivando a toccare i 590 cv con coppia di 560 Nm. Ciò permette alla Siracusa di accelerare da 0 a 100 km/h in 3,2 secondi.

### Mansory 7
Basandosi sulla BMW Serie 7, la Mansory ha costruito la propria versione denominata 7. Sulla carrozzeria alcuni elementi vennero sostituiti con nuove componenti in fibra di carbonio e fu introdotto un nuovo sistema di scarico sportivo con quattro terminali. Anche la meccanica ricevette diversi aggiornamenti permettendo alla vettura di avere un'accelerazione da 0 a 100 km/h in 4,2 secondi, con velocità massima di 319 km/h.

### Mansory Aventador LP 700-4
Nel 2012 l'azienda svizzera presentò una propria versione della Lamborghini Aventador LP 700-4. Dotata di nuove parti in carbonio e di nuove componenti aerodinamiche, aveva subito un'elaborazione del propulsore per erogare una potenza di 754 cv. Ciò le permetteva un'accelerazione da 0 a 100 Km/h uin 2,8 secondi, con velocità massima di 354 km/h.

### Mansory Chopster
Usando come base la Porsche Cayenne Turbo S, la Mansory realizzò nel 2012 la Chopster. Tale vettura, presentata al salone automobilistico di Ginevra, era dotata di un nuovo body kit sportivo realizzato in carbonio e il propulsore V8 era stato potenziato a 720 cv di potenza grazie alla rimappatura dell'ECU.

### Mansory CLS 63 AMG
Presso il salone automobilisticmo di Ginevra del 2012 l'elaboratore svizzero presentò una propria versione della Mercedes-Benz CLS 63 AMG. Rispetto alla versione standard, questa vettura era dotata di nuove componenti aerodinamiche in carbonio, nuovi pneumatici sportivi che avvolgevano cerchi in lega da 20" e nuovi componenti per il propulsore 5.5 che permisero un aumento di potenza fino a 640 cv con 900 Nm di coppia.

### Mansory Sanguis

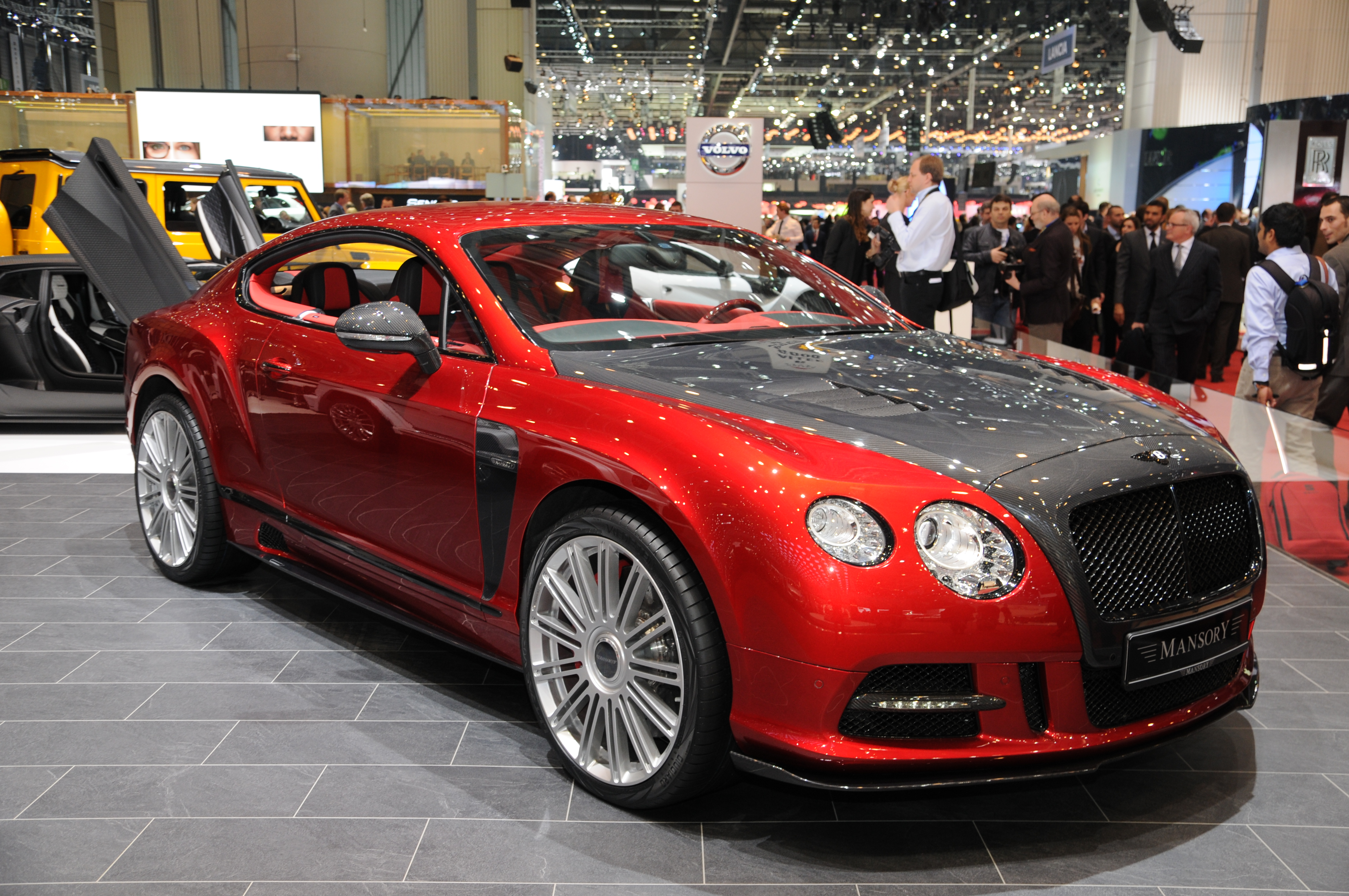
La Mansory Sanguis

Nel 2013, presso il salone automobilistico di Ginevra, la Mansory ha presentato un nuovo modello basato sulla Bentley Continental GT. Denominato Sanguis per via del colore rosso che caratterizzava sia gli interni che gli esterni, era dotata di un nuovo body kit aerodinamico, nuovi elementi in carbonio della carrozzeria per contenere al massimo il peso complessivo, un nuovo impianto di scarico sportivo e un propulsore W12 elaborato per generare la potenza di 672 cv con 780 Nm di coppia. Ciò permetteva alla vettura di accelerare da 0 a 100 km/h in 3,8 secondi, con velocità massima di 322 km/h.